# Dutch Caribbean Digital Platform
Dutch Caribbean Digital Platform (DCDP) is een digitale bibliotheek met lokaal materiaal van de voormalige Nederlandse Antillen.
Dit materiaal omvat onder andere boeken, audio, foto's en tijdschriften over Curaçao, Aruba, Bonaire, Saba, Sint Maarten en Sint Eustatius.
DCDP is voornamelijk opgezet ten behoeve van onderzoek, onderwijs en cultuur. Dit platform wordt beheerd door de Library and Research Services (LRS) van de University of Curaçao dr. Moises Frumencio da Cost Gomez (UoC).
Deze digitale bibliotheek bestaat uit verschillende collecties waaronder de Dutch Caribbean Heritage Collection, Leiden University Caribbean Collection, Caribbean Languages and Culture Collection, Palm Music Foundation Collection, Zikinzá Collection en de Mongui Maduro Library Collection.